# Жеводан, Поль
Поль Жеводан (фр. Paul Gévaudan, 23 августа 1921, Савойя, Франция — 3 декабря 1998, Драгиньян, Франция) — французский футболист, нападающий, тренер.

## Биография
Свою карьеру начал во время Второй Мировой войны. Выступал за ряд французских клубов разных лиг. Завершил свою карьеру в «Ниме», где он остался работать. В 1954 году Жеводан попал в автомобильную аварию с форвардом команды Кадером Фиру, после которой тот был вынужден закончить карьеру.
До 1960 года француз возглавлял алжирский «Сетиф», а затем стал первым главным тренером в истории сборной Берега Слоновой Кости (Кот-д’Ивуара). В 1968 году он завоевал с ней бронзу в Кубке африканских наций в Эфиопии.

## Достижения
- Бронзовый призер Кубка африканских наций (1): 1968.